# Мартинес Эстрада, Эсекиель
Эсекиель Мартинес Эстрада (исп. Ezequiel Martínez Estrada; 14 сентября 1895 , Сан-Хосе-де-ла-Эскина, провинция Санта-Фе, Аргентина — 4 ноября 1964, Баия-Бланка) — аргентинский писатель
, поэт, эссеист,публицист, литературный критик, литературовед, педагог, профессор.

## Биография
Около 30 лет с 1916—1946 год проработал на почте Буэнос-Айреса, преподавал сначала в подготовительной школе, затем в университетах.
В 1924—1946 годах работал профессором литературы в университетах Ла-Платы, с 1956 года читал лекции в университете Баия-Бланки. В 1944—1945 годах — президент Союза писателей Аргентины.
Убеждённый антиперонист, потерял работу после прихода к власти Хуана Доминго Перона в 1945 году. Был тесно связан с Кубинской революцией и Фиделем Кастро. В 1960—1962 годах работал директором Центра латиноамериканских исследований при кубинском Доме Америк, изучал Хосе Марти, редактировал два сборника речей и статей Фиделя Кастро. Покинул Кубу вскоре после Карибского кризиса.

## Творчество
Представитель аргентинского постмодернизма, оказавший влияние на многих молодых писателей. В основном, самоучка, начинал литературную карьеру с эссе в журнале Nosotros («Мы») (1917).
Дебютировал, как поэт в 1918 году (Oro y piedra «Золото и камень»). Затем последовал сборник Nefelibal (1922), «Мотивы неба» (Motivos del cielo , 1924), «Аргентина» (1927) и «Юмореска» (1929). Язык и образы его произведений часто окрашены юмором, передают сатирический взгляд, напоминающий Франсиско де Кеведо, ведущего барочного сатирика Золотого века Испании.
С 1930-х годов обратился к научно-художественной публицистике и литературной критике.
Автор эссе «Рентгеноскопия пампы» (1933), где дал проникнутый пессимизмом художественный анализ аргентинской действительности. Деятелям аргентинской культуры посвщены его книги: «Сармьенто» (1946);
«Панорама литературы» (1946); «Смерть и превращение Мартина Фьерро» (1947, о поэзии Х. Эрнандеса);
«Чудесный мир Гильермо Хадсона» (1951); «Брат Кирога» (1957).

## Избранные сборники стихов
- «Золото и камень» (1918);
- «Мотивы неба» (1924);
- «Аргентина» (1927);
- «Легконогие муртады» (1929).

Последние годы жизни провел на Кубе, где написал книги «Семья Марти» (1962), сборник «На Кубе, на службе революции» (1963).
Умер 4 ноября 1964 года в Баия-Бланке. Похоронен на кладбище Баия-Бланка.